# 賀陽宮恒憲王

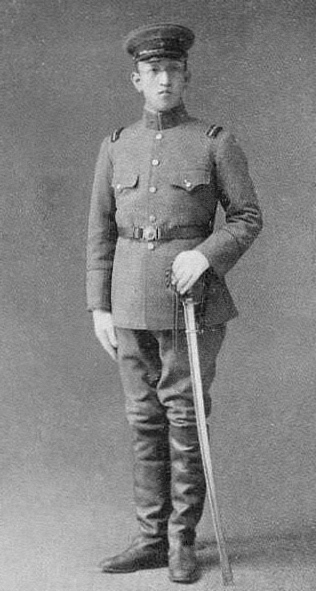
士官候補生時代の恒憲王

賀陽宮恒憲王（かやのみや つねのりおう、1900年〈明治33年〉1月27日 - 1978年〈昭和53年〉1月3日）、のちに賀陽 恒憲（かや つねのり）は、日本の旧皇族、陸軍軍人。神宮祭主賀陽宮邦憲王の第1王子。賀陽宮第2代当主。官位は陸軍大学校長陸軍中将大勲位功三級に昇る。妃は九条道実公爵の五女敏子。戦後皇籍離脱した。香淳皇后（昭和天皇后）の従兄にあたる。

## 概要
王は軍人として陸軍中将に昇り東京・名古屋の各部隊の師団長や、陸軍大学校長などを歴任し早くから大戦終結の聖断を昭和天皇に求めた。
1945年（昭和20年）3月10日の東京大空襲では、賀陽宮邸が全焼。一家で宮城に避難し、表拝謁ノ間に仮宿する。天皇・皇后から罹災の御見舞金として1万円を賜る。翌3月11日、昭和天皇に宮邸全焼に伴う御見舞への御礼を行うとともに、対話の通じて無条件降伏と戦争責任者の処罰以外は戦争終結の条件として考えられ得ると述べている。
終戦が決まると皇族の臣籍降下を主張した。1947年（昭和22年）10月14日臣籍降下し、その3日後には区役所にて住民手続きし賀陽 恒憲（）となる。臣籍降下直後に公職追放となる（1952年（昭和27年）解除）。「平民的な宮様」として国民に慕われ、生活ぶりは質素であった。他方「野球の宮様」とも称され、1934年（昭和9年）にはアメリカ・ニューヨーク、ヤンキー・スタジアムで試合を観戦した。終戦後、御歌所長を務めた後、日清生命社友会会長などの公職を歴任した。
王の邸宅はかつて閑院宮載仁親王や久邇宮邦彦王が居住していたが、後に千鳥ヶ淵戦没者墓苑となった。

## 官歴
- 1943年（昭和18年）3月1日 – 任 陸軍中将[5]

## 人物
乗馬が好きで、大正時代にできた日本初の乗馬クラブである神戸乗馬倶楽部主催の「全国乗馬大会」の第2回から4回までの総裁を務めた。

## 血縁
- 父：賀陽宮邦憲王
- 母：邦憲王妃好子
- 兄弟：由紀子女王 - 恒憲王 - 佐紀子女王
- 妻：九条敏子（九条道実の五女）
- 子：
  - 第1王子：邦寿王（1922年 - 1986年） - 陸士55期。賀陽政治経済研究所長。
  - 第1王女：美智子女王（1923年 - 2009年） - 徳大寺斉定に降嫁。後に離婚。
  - 第2王子：治憲王（1926年 - 2011年） - 海兵75期。外務省国連局長、在イスラエル・デンマーク・ブラジル大使、外務省研修所長、交流協会顧問。
  - 第3王子：章憲王（1929年 - 1994年）- 第一勧業銀行に勤務。
  - 第4王子：文憲王（1931年 - 2021年） - 髙島屋に勤務。
  - 第5王子：宗憲王（1935年 - 2017年） - 味の素に勤務、大日本居合道連盟会長。
  - 第6王子：健憲王（1942年 - 2017年） - 日本交通公社に勤務。

第3王子章憲王の子である賀陽正憲は第126代天皇徳仁の学友であり、民間企業勤務の後国家公務員となった。

## 略年表
| 1900年（明治33年）1月27日  | 誕生                         |
| 1920年（大正9年）1月27日   | 貴族院議員（皇族議員）       |
| 1920年（大正9年）5月       | 陸軍士官学校卒業（32期）     |
| 1920年（大正9年）12月      | 陸軍騎兵少尉・騎兵第10連隊付 |
| 1921年（大正10年）1月      | 騎兵第1連隊付                |
| 1921年（大正10年）5月3日   | 九条敏子と成婚               |
| 1923年（大正12年）7月29日  | 美智子女王誕生               |
| 1923年（大正12年）8月      | 陸軍騎兵中尉・騎兵第1連隊付  |
| 1926年（大正15年）7月      | 陸軍騎兵大尉                 |
| 1926年（大正15年）7月3日   | 治憲王誕生                   |
| 1926年（大正15年）12月     | 陸軍大学校卒業（38期）       |
| 1927年（昭和2年）3月       | 騎兵第3連隊中隊長            |
| 1928年（昭和3年）3月       | 参謀本部付勤務               |
| 1928年（昭和3年）8月       | 参謀本部部員                 |
| 1929年（昭和4年）8月17日   | 章憲王誕生                   |
| 1931年（昭和6年）7月12日   | 文憲王誕生                   |
| 1931年（昭和6年）8月1日    | 陸軍騎兵少佐                 |
| 1932年（昭和7年）11月      | 陸軍大学校教官               |
| 1934年（昭和9年）3月       | 欧米出張                     |
| 1935年（昭和10年）3月      | 陸軍騎兵中佐                 |
| 1935年（昭和10年）8月1日   | 騎兵第10連隊長               |
| 1935年（昭和10年）11月24日 | 宗憲王誕生                   |
| 1936年（昭和11年）12月1日  | 騎兵第16連隊長               |
| 1937年（昭和12年）11月1日  | 陸軍大学校教官               |
| 1938年（昭和13年）3月1日   | 陸軍騎兵大佐                 |
| 1938年（昭和13年）7月15日  | 中支那派遣軍参謀             |
| 1939年（昭和14年）6月15日  | 参謀本部員                   |
| 1939年（昭和14年）7月5日   | 大本営参謀                   |
| 1940年（昭和15年）12月2日  | 陸軍少将・騎兵第2旅団長      |
| 1941年（昭和16年）7月1日   | 近衛混成旅団長               |
| 1942年（昭和17年）3月2日   | 陸軍戸山学校長               |
| 1942年（昭和17年）8月5日   | 建憲王誕生                   |
| 1943年（昭和18年）3月1日   | 陸軍中将・留守第3師団長      |
| 1943年（昭和18年）6月10日  | 第43師団長                   |
| 1944年（昭和19年）4月6日   | 留守近衛第2師団長            |
| 1944年（昭和19年）7月18日  | 陸軍航空総監部付             |
| 1945年（昭和20年）3月9日   | 陸軍大学校長                 |
| 1945年（昭和20年）9月16日  | 軍事参議官                   |
| 1945年（昭和20年）11月16日 | 待命                         |
| 1945年（昭和20年）11月17日 | 掌典長                       |
| 1945年（昭和20年）11月30日 | 予備役・掌典長兼御歌所長     |
| 1946年（昭和21年）2月25日  | 免掌典長兼御歌所長           |
| 1946年（昭和21年）5月23日  | 免貴族院議員                 |
| 1947年（昭和22年）10月14日 | 皇籍離脱                     |
| 1947年（昭和22年）10月15日 | 公職追放                     |
| 1952年（昭和27年）4月8日   | 公職追放解除                 |
| 1978年（昭和53年）1月3日   | 逝去                         |

## 栄典
- 1920年（大正9年）12月25日 -  勲一等旭日桐花大綬章[11]
- 1930年（昭和5年）12月5日 -  帝都復興記念章[12]
- 1940年（昭和15年）8月15日 -  紀元二千六百年祝典記念章[13]